# Гуанхэ
Гуанхэ́ (кит. упр. 广河, пиньинь Guǎnghé) — уезд Линься-Хуэйского автономного округа провинции Ганьсу (КНР). Название уезда происходит от реки Гуантунхэ.

## История
Во времена империи Западная Хань в этих местах был образован уезд Фухань (枹罕县), подчинённый округу Лунси (陇西郡). Позднее из уезда Фухань был выделен уезд Дася (大夏县). Во времена диктатуры Ван Мана уезд Дася был переименован в Шунься (顺夏县), но при империи Восточная Хань ему было возвращено прежнее название.
При империи Северная Вэй в 469 году уезд был повышен в статусе, и стал округом Дася (大夏郡), но вскоре был вновь понижен в статусе до уезда.
При империи Тан уезд Дася был в 627 году расформирован, но в 631 году создан вновь. В 763 году эти земли были захвачены тибетцами, и ими был основан город Хэно (诃诺城).
При империи Сун эти земли в 1073 году вернулись под власть китайцев, и Хэно был переименован в Динцян (定羌城, «усмирённые тибетцы»).
После монгольского завоевания в этих местах был создан уезд Динцян (定羌县), в которой разместились власти монгольской провинции Хэчжоу (河州路). После свержения власти монголов и образования китайской империи Мин уезд Динцян был расформирован, в этих местах разместилась станция конной почты Динцян. При империи Цин Динцян был переименован в Тайцзысы (太子寺城), в который впоследствии переместился областной суд.
Во времена Китайской республики в этих местах в 1917 году был образован уезд Ниндин (宁定县).
В 1949 году был образован Специальный район Линься (临夏专区), и уезд вошёл в его состав. В 1953 году уезд Ниндин был преобразован в Гуантун-Хуэйский автономный район (广通回族自治区). В 1955 году он был переименован в Гуантун-Хуэйский автономный уезд (广通回族自治县).
19 ноября 1956 года Специальный район Линься был преобразован в Линься-Хуэйский автономный район; Гуантун-Хуэйский автономный уезд был при этом преобразован в уезд Гуантун. Так как оказалось, что в провинции Юньнань уже имеется уезд с точно таким же названием, то в 1957 году уезд Гуантун был переименован в Гуанхэ. В 1958 году уезд Гуанхэ был присоединён к уезду Хэчжэн, но в 1961 году воссоздан.

## Административное деление
Уезд делится на 6 посёлков, 2 волости и 1 национальную волость.